# Kungsholmen
Kungsholmen er en ø i Mälaren i det sydlige Uppland i Sverige.
Kungsholmen ligger i den indre by i Stockholm, nord for Riddarfjärden. Øen er opdelt i fem bydele: Kungsholmen, Marieberg, Fredhäll, Kristineberg og Stadshagen. Øen udgør hoveddelen af bydelsområdet Kungsholmen, som dog også omfatter Essingeöarna.
Øen  er omgivet af vandene Riddarfjärden, Mariebergsfjärden, Essingefjärden, Tranebergssund, Ulvsundasjön, Karlbergskanalen, Karlbergssjön, Barnhusviken og Klara Sjö. Syd for Kungsholmen ligger öerne Södermalm, Långholmen, og Lilla Essingen. Fastlandet ligger mod vest (Brommalandet), nord (Solna) og øst (Norrmalm).
Den østlige del af øen er ret plan, mens den vestlige dl er mere kuperet. Det højeste punkt er det  47 meter høje  Stadshagsplan. Øen har et areal på  391 hektar og en kystlinje på 8 900 meter.

## Demografi
Den 31. december 2007 havde øen 56.754 indbyggere. 16,2 % havde udenlandsk baggrund, hvoraf de 52 % fra EU samt Norge.

## Eksterne kilder og henvisninger
1. ↑   Areal och befolkningstäthet i stadsdelsområden, SDN-delar och stadsdelar 2008-12-31 Stockholms Stads Utrednings- och Statistikkontor AB

- Wikimedia Commons har flere filer relateret til Kungsholmen

59°20′0.42720″N 18°1′53.339″Ø / 59.3334520000°N 18.03148306°Ø